# Joscha Ritterbach
Joscha Ritterbach (* 31. Januar 1994 in Lengerich) ist ein deutscher Handballspieler, der bislang für den TBV Lemgo, Frisch Auf Göppingen und GWD Minden in der deutschen Bundesliga spielte.

## Karriere
Ritterbach spielte zunächst in der Jugend der HSG Hohne/Lengerich, bevor er 2008 als C-Jugendlicher zum TV Emsdetten, 2009 zum TSV Dormagen und 2012 zum TBV Lemgo wechselte. In der Saison 2012/13 und 2013/14 stand er für einige Spiele im Aufgebot der ersten Mannschaft vom TBV Lemgo für die Handball-Bundesliga, kam dort auch zu einigen Kurzeinsätzen. Sonst spielte er in der 2. Mannschaft vom TBV in der 3. Liga. Ab der Saison 2014/15 gehörte der 1,82 Meter große Linksaußen zur 2. Bundesligamannschaft der ASV Hamm-Westfalen. Dort avancierte der gebürtige Lengericher schnell zum Stammspieler auf seiner Position und zum Publikumsliebling der ASV-Fans. Im Sommer 2017 wechselte er zum Bundesligisten Frisch Auf Göppingen und spielte von 2019 bis 2021 für GWD Minden. Im August 2021 schloss er sich dem Zweitligisten VfL Lübeck-Schwartau an. Nachdem Ritterbach in der Saison 2021/22 verletzungsbedingt nur wenige Spiele für den VfL absolvieren konnte, verließ er den Verein. Nachdem Ritterbach mehrere Monate vertragslos war, nahm ihm im März 2023 der Zweitligist HSG Nordhorn-Lingen unter Vertrag.
Mit der deutschen U-19-Nationalmannschaft gewann er bei der U-19-Weltmeisterschaft 2013 die Bronzemedaille. In der U-21-Nationalmannschaft kam er anschließend auf 20 Länderspiele und erzielte dabei 67 Treffer. Bei der U-21-Weltmeisterschaft 2015 gewann er mit dem deutschen Team erneut Bronze.